# Howie Kelsey
Howard Kelsey, detto Howie (Vancouver, 8 agosto 1957), è un ex cestista canadese.

## Carriera
Con il Canada ha disputato i Giochi olimpici di Los Angeles 1984, tre edizioni dei Campionati mondiali (1978, 1982, 1986) e due dei Campionati americani (1980, 1984).